# Васлуй (окръг)
Окръг Васлуй е окръг в Румъния, разположен в географската област Молдова, с административен център град Васлуй (със 79 658 жители).

## География
Окръгът обхваща територия от 5318 km2. През 2000 г. има 462 385 жители при гъстота на населението 87 жит./km².

## Градове
- Васлуй
- Бърлад
- Хуш
- Негрещ